# Факултет „Компютърни системи и технологии“, ТУС
Факултет „Компютърни системи и технологии“ (съкратено ФКСТ) е основно учебно звено в Техническия университет в София (ТУС).

## История
Обучението по компютърно инженерство в ТУС води своето начало от 1960-те години. Във Факултета по радиоелектроника (основан през 1963 г.) на Висшия машиностроителен институт (съкр. ВМЕИ; днес: Технически университет) в София е въведена специализация „Изчислителни машини и устройства“ към специалността „Електроника“. През 1969 г. във факултета е създадена Катедра „Изчислителна техника“, която започва обучение по едноименна специалност.
Освен обучение по специалностите „Електроника“ и „Изчислителна техника“, факултетът води също обучение на студенти по „Радиотехника“ и „Съобщителна техника“. През 1987 г. с решение на Министерския съвет от факултета са формирани 2 нови: Факултет по електронна техника и технологии (ФЕТТ) и Факултет по комуникационна техника. Катедра „Изчислителна техника“ е в състава на ФЕТТ.
На 1 април 1984 г. със заповед на Министерството на народната просвета се открива катедра „Програмиране и използване на изчислителни системи“ (ПИИС) към Изчислителния център на ВМЕИ в София. През 1989 г. Катедра „Изчислителна техника“ преминава към новосформирания Факултет по компютърни системи и управление (ФКСУ).
В средата на 1990-те години катедра „Изчислителна техника“ се преименува на „Компютърни системи“, а катедра ПИИС преминава към ФКСУ и се преименува на катедра „Програмиране и компютърни технологии“. Катедра „Информационни технологии в индустрията" във ФКСУ е създадена през 2015 г.
Факултетът сменя своето име на „Компютърни системи и технологии“ през 2017 г.

## Декани
- от 1987 до 1989 – доц. к.т.н. Иван Стойчев
- от 1989 до 1991 – проф. д.т.н. Димо Арнаудов
- от 1991 до 1995 – проф. д.т.н. Стойчо Стойчев
- от 1996 до 2003 – доц. д-р Хуго Оскар
- от 2003 до 2007 – доц. д-р Ангел Ангелов
- от 2007 до 2015 – проф. д-р Огнян Наков
- от 2015 до 2019 – проф. д-р Даниела Гоцева
- от 2019 г. – проф. д-р Огнян Наков

## Структура
Факултетът включва 3 катедри:
- Катедра „Компютърни системи“, създадена като Катедра „Изчислителна техника“ през 1969 г.
- Катедра „Програмиране и компютърни технологии“, създадена като Катедра „Програмиране и използване на изчислителни системи“ през 1984 г.
- Катедра „Информационни технологии в индустрията“, създадена през 2015 г.

## Ръководители на Катедра „Компютърни системи“
- от 1969 до 1992 – проф. д.т.н. Борис Боровски
- от 1992 до 1996 – проф. д.т.н. Боян Янков
- от 1996 до 2000 – доц. д-р Васил Василев
- от 2000 до 2004 – проф. д-р Ради Романски
- от 2004 до 2015 – проф. д-р Пламенка Боровска
- от 2015 г. – проф. д-р Милена Лазарова

## Ръководители на Катедра „Програмиране и компютърни технологии“
- от 1984 до 1992 – доц. д-р Денчо Батанов
- от 1992 до 2000 – доц. д-р Иван Момчилов Момчев
- от 2000 до 2004 – доц. д-р Стоян Богданов Малешков
- от 2004 до 2007 – проф. д-р Гочо Гочев
- от 2007 до 2008 – доц. д-р Юлиана Георгиева
- от 2008 до 2015 – доц. д-р Мариана Горанова
- от 2015 г. – доц. д-р Димитър Божков

## Ръководители на Катедра „Информационни технологии в индустрията“
- от 2015 г. – проф. д-р Румен Трифонов

## Други видни учени, работили във факултета
- проф. дтн Людмил Даковски
- проф. дтн Иван Табаков
- доц. д-р Ангел Попов
- проф. д-р Никола Касабов